# 크리스토프 마르틴 빌란트

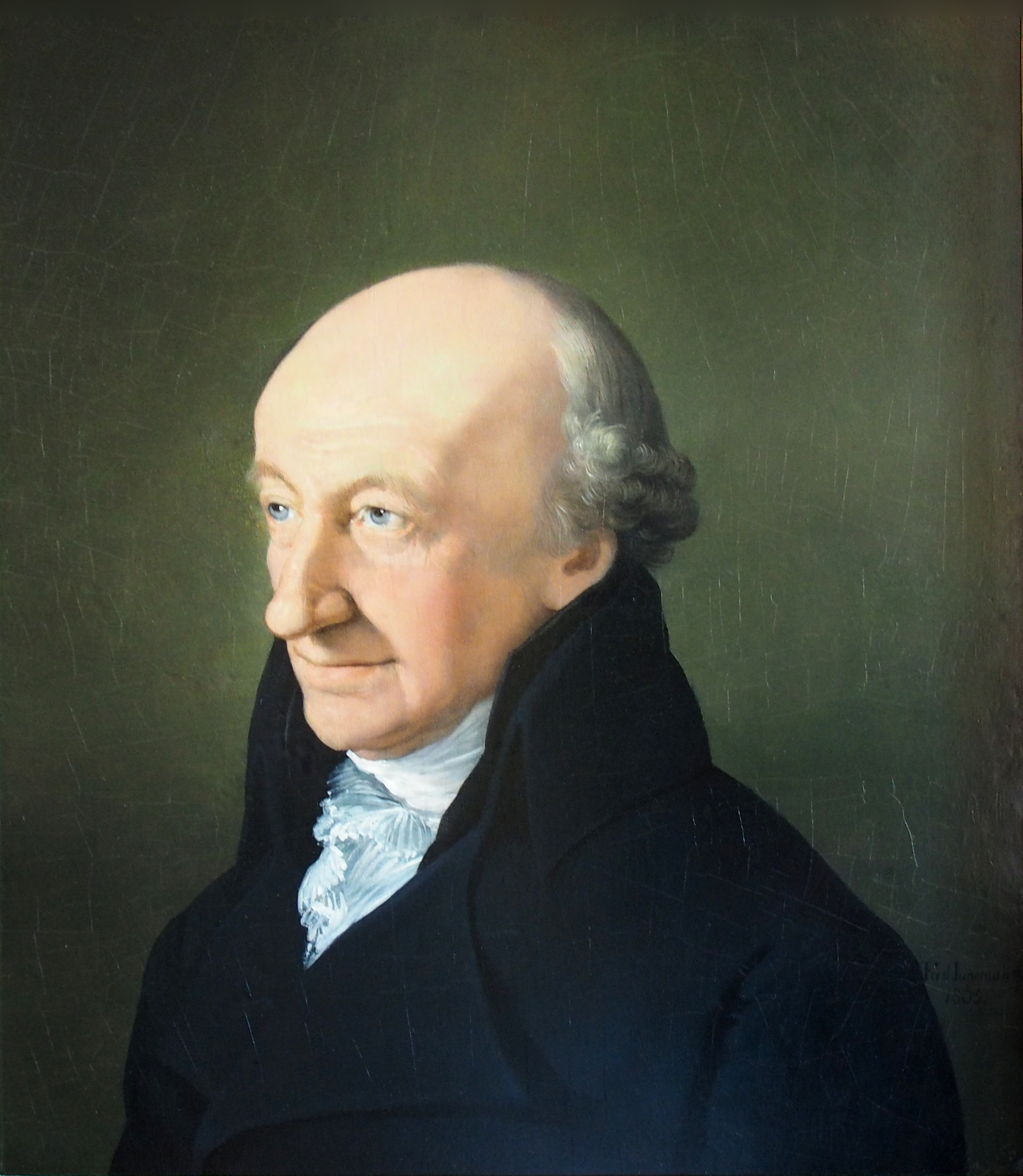
크리스토프 마르틴 빌란트

크리스토프 마르틴 빌란트(Christoph Martin Wieland, 1733년 9월 5일 - 1813년 1월 20일)는 독일의 시인이다.
목사의 아들로 슈바벤 지방의 오버홀츠하임 (Oberholzheim)에서 출생하여 어려서부터 아버지의 경건주의 교육을 받았다. 튀빙겐 대학에서 법학을 배우고, 이어 보트머에게 초치되어 취리히로 나아가 경건주의에 심취하였다.
그 후 바이마르의 공비 (公妃) 아나 아말리아에게 채용되어 궁정고문관이 됐고, 그녀의 아들 카를 아우구스트의 교육 담당자가 되었다. 그는 레싱 클롭슈토크와 더불어 독일 고전주의 문학의 전기를 대표하며 다수의 창작물을 남겼는데 대표적인 소설은 《아가톤의 이야기》, 《아브데라의 사람들》(1776년), 운문소설 (韻文小說) 《무자리온》 (1768년) 및 서사시 〈오베론〉(1780년) 등 네 편이 있다.
그는 독일어 문체에 로코코풍의 우아한 격조를 도입하여 문예지 〈독일의 메르쿠어〉를 편집하고 번역에서도 뛰어난 업적을 남겼다.